# Манастир Стари Гај
Манастир Стари Гај је манастир Српске православне цркве у Епархији банатској који се налази близу Ковина.

## Историја
Још од 1735. године постоје записи о манастирском храму. Наиме, село Гај је раније било на месту где се данас налази скит Светих четрдесет мученика севастијских.
Ако се крене из Гаја према руднику односно према Дунаву, на трећем километру од Гаја наићи се на Скит Светих 40 Мученика Севастијских. Скит који полако прераста у манастир, и који из године у годину делује све озбиљније и све сређеније. Скит се не налази случајно на овом месту. Место које се данас назива Старо село је од давнина било место молитве. Први помен села Гаја се баш везује за ово место. Све до 1764. године Гај се простирао на овом простору. Због честих поплава које је Дунав доносио, становници тадашњег Гаја морали су основати насеље на месту где се данас Гај налази. У каснијем периоду насипом је заштићен овај простор од плављења, и сада се у околини скита могу видети прелепа плодна поља.
У склопу скита данас има четири грађевине : цркву, конак, и два помоћна објекта. Црква као место молитве и најсветији део Скита вуче своје порекло још од периода упада Турака на ово подручје. Она представља мали скромну грађевину једноставног правоугаоног облика са тространим олтаром, величине је 4,5 са 13,5 метара, корисне површине око 40 метара квадратних.
Скит слави Светих 40 мученика Севастијских и на тај дан (22. марта) 2008. године у присуству неколико стотина верника Епископ банатски Господин Никанор служио је Свету Литургију. Од 2008. године ово је постало пракса и сваке године на празник Светих 40 мученика Севастијских Епископ банатски Господин Никанор са свештенством наше епархије служи Свету Литургију. И ове 2014. године, Епископ банатски Г. Никанор служио је Свету Архијерејску Литургију и тако је на најбољи начин указао да је "воља Божија да ново придошло братство манастира на челу са Јеромонахом Мојсијем овде опстане и да са овог места шири науку Христову".